# Veen- en Binkhorstpolder
Het waterschap Veen- en Binkhorstpolder was een waterschap in de gemeenten Voorburg en Leidschendam, in de Nederlandse provincie Zuid-Holland.
Het waterschap was in 1879 ontstaan door de samenvoeging van:
- de Binkhorst- of Binnenpolder
- de Veenpolder

Het waterschap was verantwoordelijk voor de waterhuishouding in de polders.